# Mola Sylla
Mola Sylla, né en 1956 à Dakar, au Sénégal, est un musicien sénégalais qui est parti en Europe, à 31 ans, en 1987 pour s'installer à Amsterdam, aux Pays-Bas. Il est chanteur et joue des instruments traditionnels africains tels que mbira, kongoma (lamellophone (en) sénégalais), xalam, ou encore kalimba.
Il joue dans le groupe VeDaKi (anciennement Vershki da Koreshki, dans lequel le musicien touvain Kaigal-ool Khovalyg a également joué).

## Discographie
Avec Ernst Reijseger
- 1996: Vershki da Koreshki
- 2003 : Janna (Winter & Winter)
- 2006 : Requiem for a Dying Planet (Winter & Winter)